# Fundação São Francisco Xavier
A Fundação São Francisco Xavier ou simplesmente (FSFX) é uma entidade beneficente de assistência social, criada pela Usiminas no dia 22 de dezembro de 1969. Atualmente, a FSFX está presente em seis estados brasileiros por meio da operadora de saúde Usisaúde e suas unidades organizacionais. Responsável atualmente pela administração do Centro de Odontologia Integrado, Colégio São Francisco Xavier, Hospital Libertas, Hospital Márcio Cunha, Hospital Municipal Carlos Chagas, Hospital Libertas, a operadora de saúde Usisaúde e o Vita

## Hospital Márcio Cunha
O Hospital Márcio Cunha (HMC) é um hospital localizado no município brasileiro de Ipatinga, no interior do estado de Minas Gerais. Seu nome vem do engenheiro Márcio Cunha, que exerceu papel fundamental para o planejamento da cidade de Ipatinga. Trata-se de um hospital muito demandado para emergências e urgências na Região Metropolitana do Vale do Aço, que conta com 530 leitos para 2 unidades e atende em média mais de 1 milhão de pessoas anualmente, realizando também exames laboratoriais e de diagnóstico por imagem.
Administrado pela Fundação São Francisco Xavier, o Hospital Márcio Cunha atende a pacientes do Sistema Único de Saúde, de convênios e de operadora própria de plano de saúde da Fundação. Em 2003, o Hospital Márcio Cunha foi a primeira entidade hospitalar do Brasil a obter o certificado de Acreditação com Excelência, concedido pela Organização Nacional de Acreditação (ONA) e, a partir de 2015, passou a integrar o seleto grupo de hospitais a possuir a certificação internacional da Det Norske Veritas International Accreditation Standard (DIAS), patamar alcançado por apenas seis instituições brasileiras.

## História

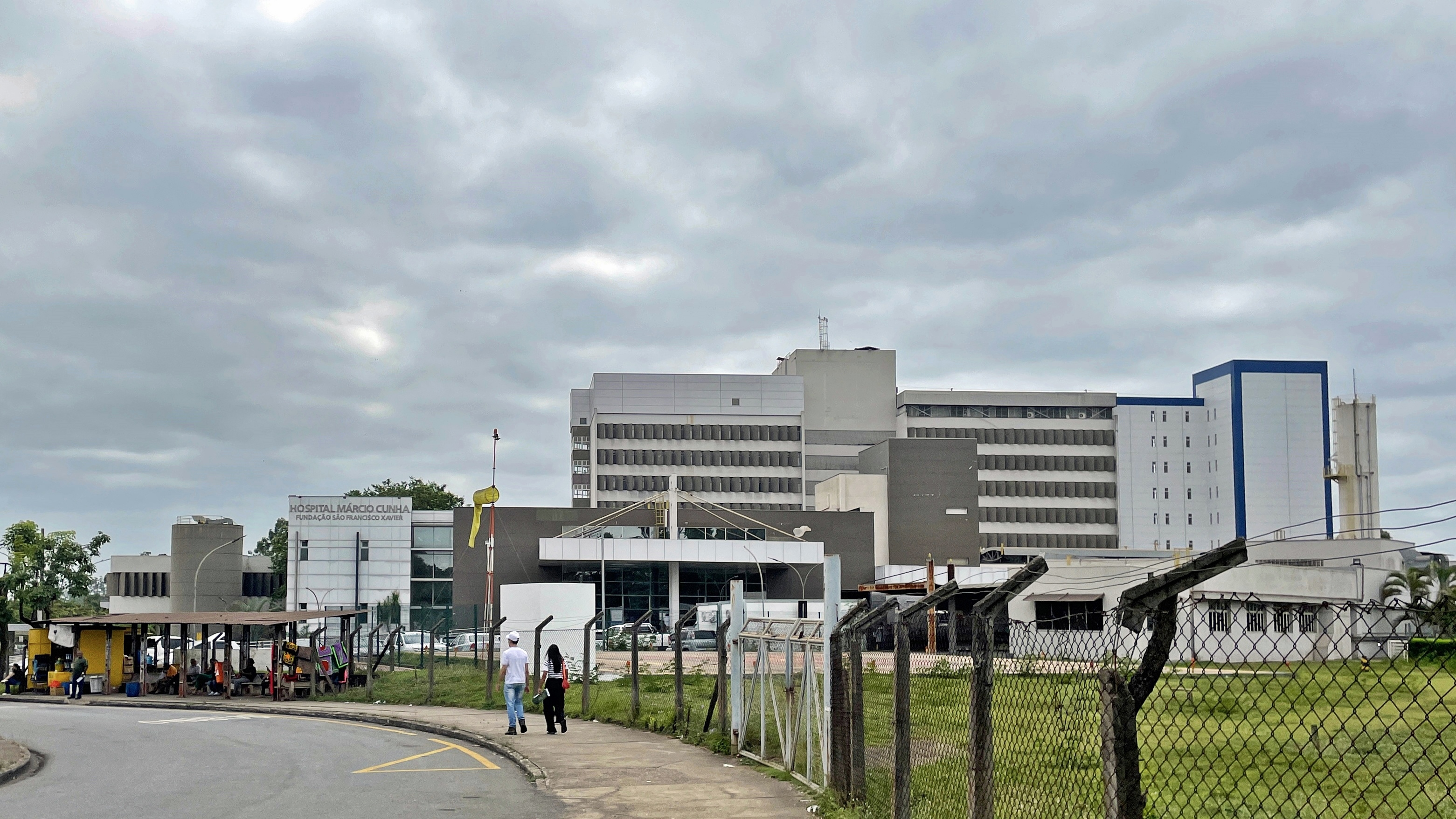
Unidade 1 do Hospital Márcio Cunha, no bairro das Águas, Ipatinga.

A implantação da Usiminas em Ipatinga e o inevitável crescimento populacional do Vale do Aço a partir da década de 1960 impuseram às lideranças políticas e empresariais um planejamento urbanístico estratégico de longo prazo. Ao atrair trabalhadores dos quatro cantos do país, fomentava-se a necessidade de uma rede de serviços e produtos, principalmente em saúde e educação, que garantissem a qualidade de vida dessa população. Tarefa que jamais chegaria a bom termo sem o amparo de uma instituição como a Fundação São Francisco Xavier. Instituída em 1969 para assumir a administração do Hospital Márcio Cunha e do Colégio São Francisco Xavier, passou a investir cada vez mais na ampliação e na qualidade de seus serviços, crescendo na mesma proporção do município estruturado como pólo regional.
Nas décadas seguintes, uma moderna concepção arquitetônica transformou o Hospital, que passou a ter, em sua estrutura, unidades de apoio ao diagnóstico, de tratamento intensivo, novos laboratórios, centro de terapia renal substitutiva, hemoterapia, centro cirúrgico, centro obstétrico e consultórios com médicos especializados, além de unidades de apoio como farmácia, central de materiais e esterilização, nutrição, manutenção e processamento de roupas, dispostas em um amplo complexo horizontal, integrado aos sete andares do prédio vertical que contempla sua Unidade de Internação. Avanços que foram fundamentais para a consolidação de um atendimento médico e hospitalar com segurança e qualidade.

### Inauguração da Unidade II do HMC em 2004

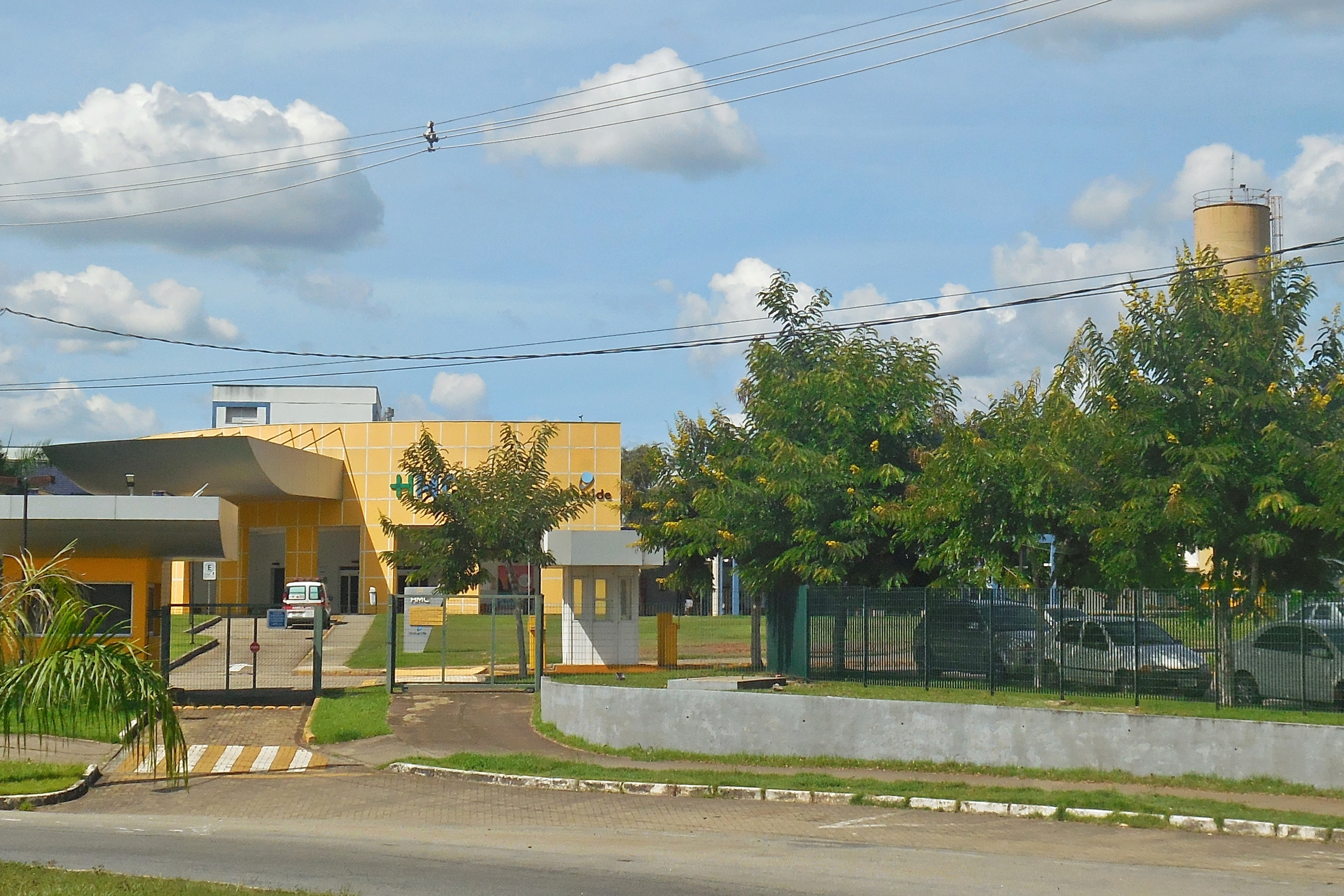
Unidade 2 do Hospital Márcio Cunha, bairro Bom Retiro.

Inaugurada em 2004, a Unidade II do Hospital Márcio Cunha, no bairro Bom Retiro, deu continuidade ao histórico de prestação de serviços da Fundação São Francisco Xavier. São 7.400 m² de área construída, que abrigam Unidade de Internação, com leitos em enfermarias e apartamentos, unidade de terapia intensiva, centro de diagnóstico por imagem, ambulatório e unidades de apoio como farmácia, central de materiais e esterilização, nutrição e manutenção. Com uma concepção paisagística acolhedora, a Unidade II dispõe ainda de outros 33,5 mil m² de área pavimentada e ajardinada.
Em 2011, a Fundação São Francisco Xavier inaugurou a Unidade de Medicina Diagnóstica, no bairro Ideal, ampliado oportunidades a clientes do hospital para a realização de ultrassonografias, exames de radiologia digital e patologia clínica, com a mesma eficiência e qualidade dos serviços desempenhados nas demais unidades.[carece de fontes?]
No mesmo ano, a Fundação São Francisco Xavier  incorporou ainda a Unidade de Oncologia às atividades do Hospital Márcio Cunha, referência em tratamento oncológico completo para uma população ainda maior, de quase 50 municípios e mais de 1 milhão de habitantes.

### Colégio São Francisco Xavier

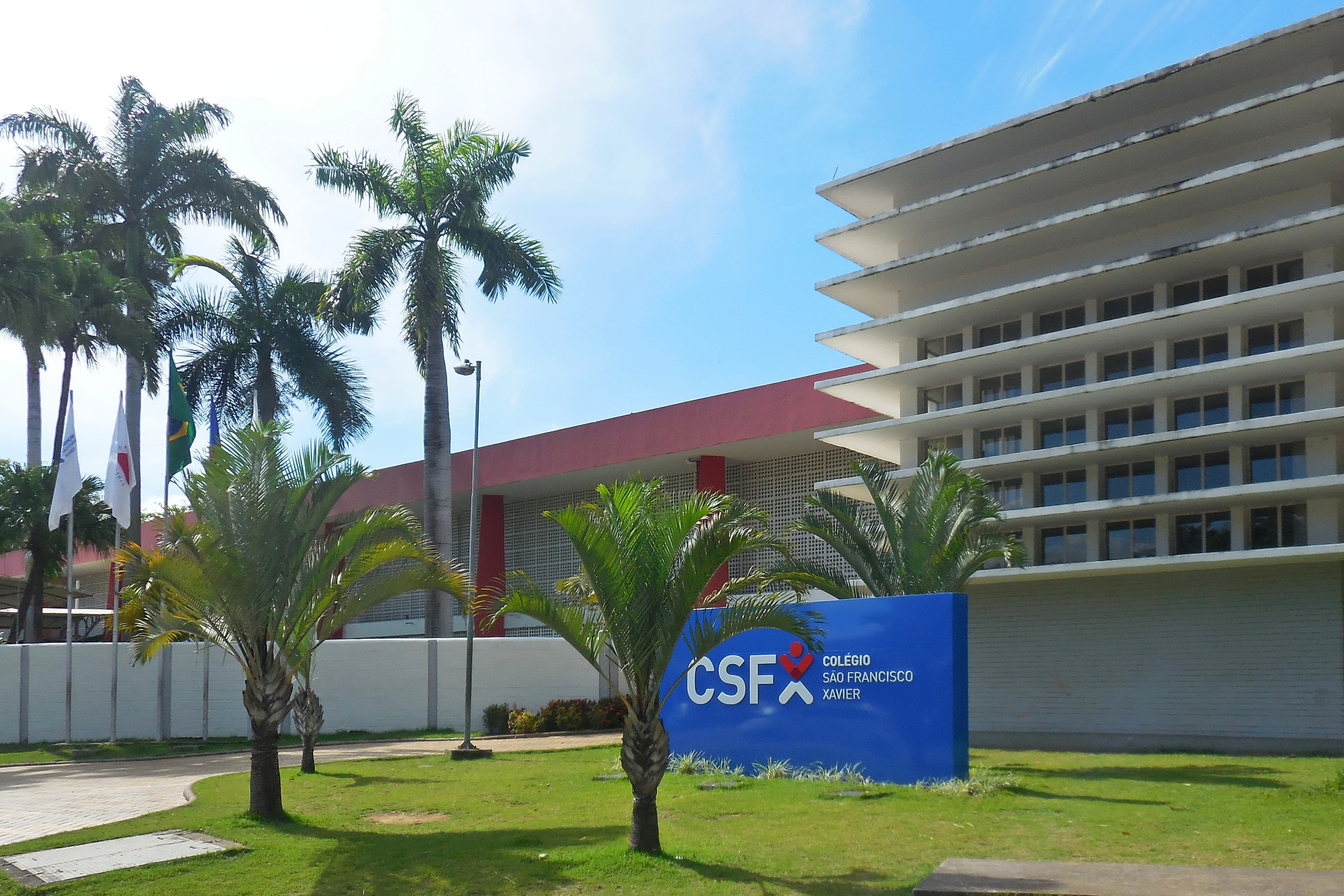
Vista parcial do Colégio São Francisco Xavier no Cariru

O Colégio São Francisco Xavier é uma instituição de ensino do município brasileiro de Ipatinga, no interior do estado de Minas Gerais. Seu prédio principal, onde são lecionadas a educação infantil e os ensinos fundamental e médio, está localizado no bairro Cariru, enquanto que a unidade de ensino técnico se encontra no Horto, fornecendo os cursos de enfermagem, análises clínicas e mecânica.

### Hospital Municipal Carlos Chagas
A Fundação São Francisco Xavier responde atualmente pela gestão do HMCC desde 2016 e, consequentemente, pelo processo de alavancada do Hospital Municipal Carlos Chagas, localizado no município mineiro de Itabira.[carece de fontes?]
Classificado como hospital geral ampliou sua capacidade de atendimento e os serviços prestados, sendo hoje credenciado para atendimentos nas áreas de alta complexidade, ambulatorial, internação, UTI, maternidade, centro cirúrgico, tratamentos de hemodiálise, quimioterapia e serviços de diagnóstico, realizados na sua totalidade por meio do Sistema Único de Saúde (SUS).A unidade conta com 100 leitos, sendo 45 de clínica médica, 13 da maternidade, 7 de pediatria, 5 cirúrgicos, 20 de Unidade de Terapia Intensiva e 10 de enfermaria covid-19.[carece de fontes?]

### Vita
Instituída pela Fundação São Francisco Xavier ao longo de décadas de atuação, a VITA – Soluções em Saúde Ocupacional atua, desde 2006, na prestação de serviços especializados em segurança, por medicina do trabalho e meio ambiente. As atividades realizadas pela VITA vão desde higiene ocupacional, elaboração de documentação legal, treinamentos, assessoria em segurança do trabalho, exames ocupacionais, serviços de ergonomia e exames psicológicos, dentre outros.

## Unidades administradas anteriormente

### Hospital de Cubatão
O Hospital de Cubatão estava sob gestão da Fundação São Francisco Xavier desde outubro de 2017. Com 125 leitos, sendo 100 para atendimento ao SUS e 25 leitos para convênios, o HC conta com 32 especialidades médicas e atua nas áreas de internação materno-infantil e adulto; unidade de terapia intensiva (UTI) neonatal, pediátrica e adulto; cirurgia geral e ortopédica, procedimentos de média complexidade, urgência e emergência em obstetrícia, maternidade, oncologia, hemodiálise e apoio ao diagnóstico.A parceria firmada entre a Hospital de Cubatão e a Fundação foi rescindida desde março de 2023. 

### Hospital e Maternidade Vital Brazil
A Fundação São Francisco Xavier assumiu a gestão do Hospital e Maternidade Vital Brazil em setembro de 2020, através de um contrato emergencial com o Secretário de Saúde do Estado.
A unidade conta com 85 leitos, e 55 deles são dedicados a atendimento ao SUS, a Prestação de serviços de Unidade de Terapia Intensiva (UTI) adulto; leitos de Internação (para as especialidades de clínica médica, pediatria, cirurgia geral, ortopedia); a Maternidade e o Apoio ao Diagnóstico.Desde o dia 10 de abril de 2023 a Fundação encerrou o contrato de prestação de serviços com o município de Timóteo. 